# موزه ملی باردو

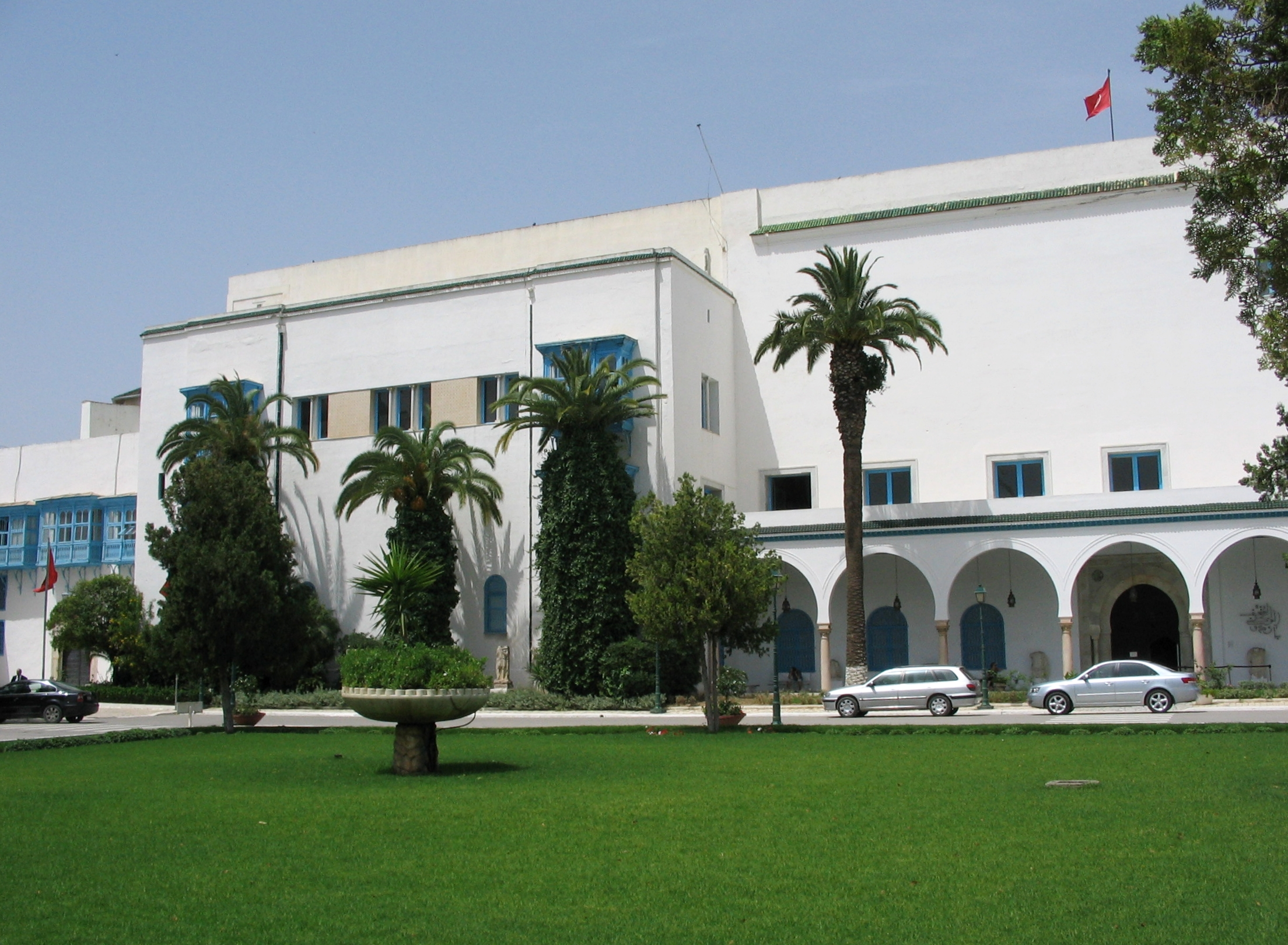
بیرون ساختمان موزه ملی باردو.

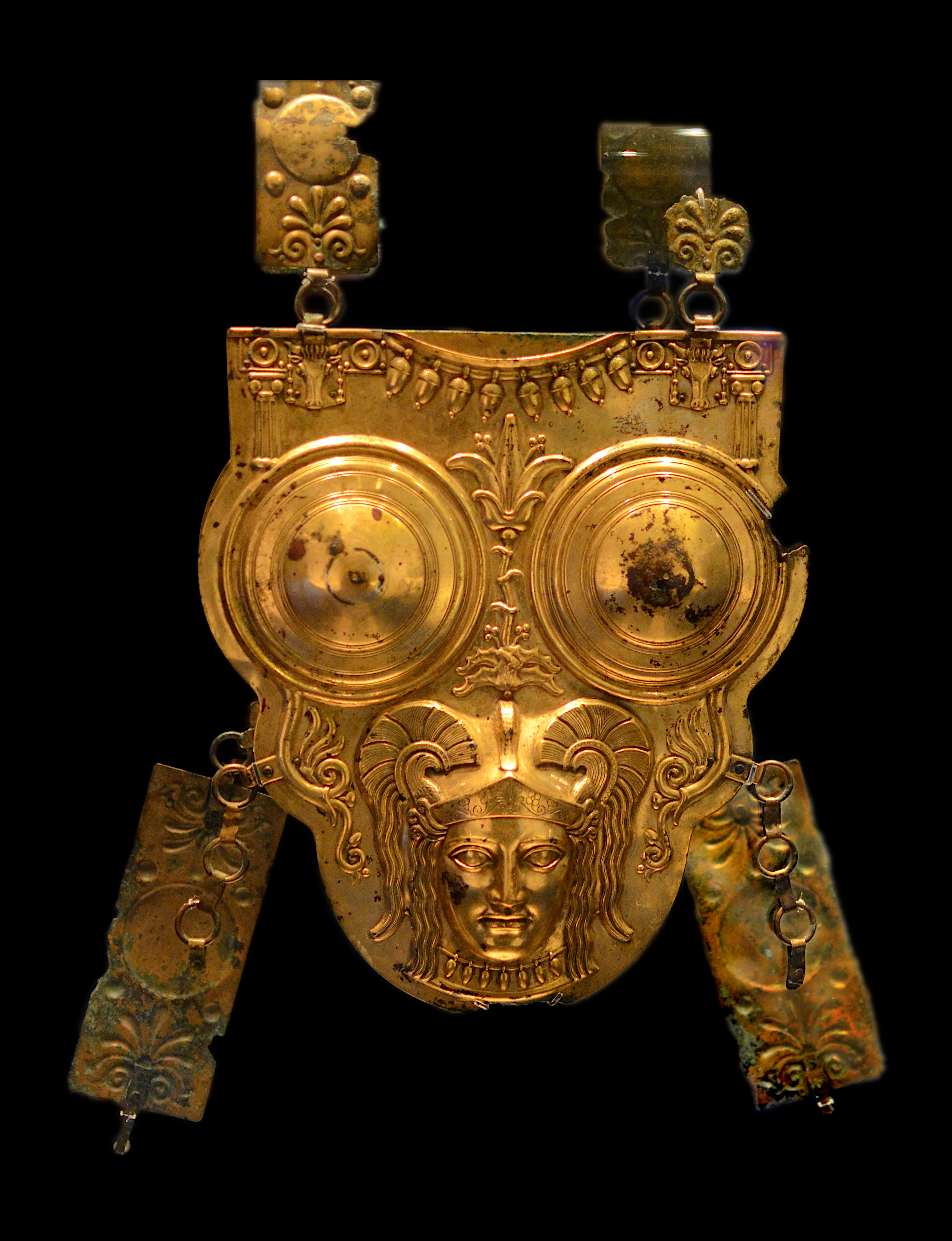
یکی از آثار موزه ملی باردو

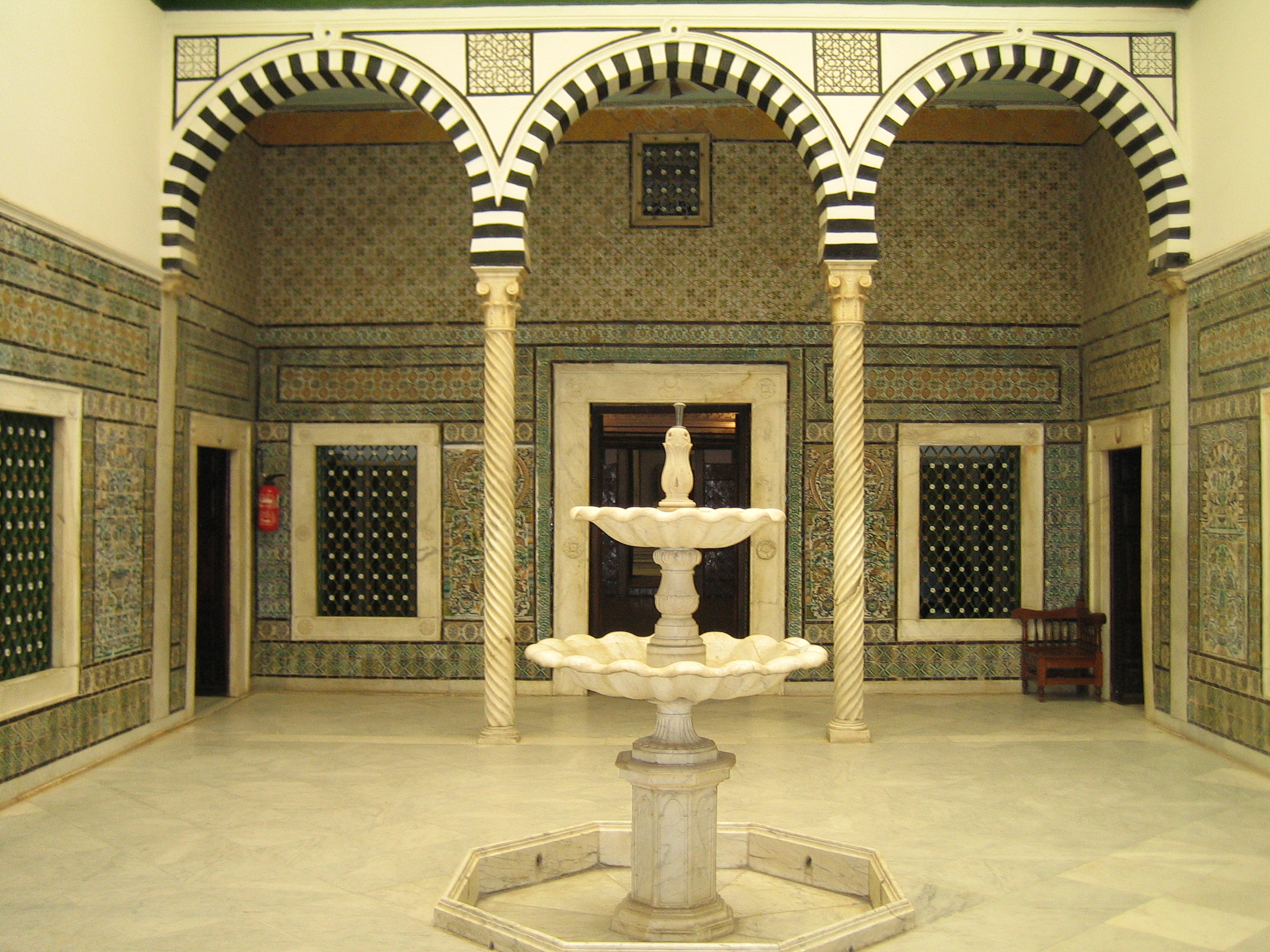
موزه ملی باردو.

موزهٔ ملی باردو بزرگ‌ترین موزه باستان‌شناسی کشور تونس است.
این موزه در ۴ کیلومتری باختر شهر تونس و در محله باردو قرار دارد و یکی از مهم‌ترین مجموعه‌های موزائیک رومی را در خود جای داده.
تاریخ این موزائیک‌ها از سدهٔ دوم پیش از میلاد تا سدهٔ ششم پس از میلاد است.